# Філліп Вілсон (веслувальник)
Філліп Вілсон (англ. Phillip Wilson, нар. 13 листопада 1996) — новозеландський веслувальник, олімпійський чемпіон 2020 року.

## Виступи на Олімпіадах
| Олімпіада  | Дисципліна | Місце |
| ---------- | ---------- | ----- |
| Токіо 2020 | вісімки    | 1     |
| Париж 2024 | двійки     | 7     |

## Зовнішні посилання
- Філліп Вілсон на сайті FISA.